# Troglodyte chanteur
Cyphorhinus phaeocephalus
Espèce
Statut de conservation UICN

 LC  : Préoccupation mineure
Le Troglodyte chanteur (Cyphorhinus phaeocephalus) est une espèce d'oiseaux de la famille des Troglodytidae.
Son aire s'étend à travers l'est de l'Amérique centrale et le Tumbes-Chocó-Magdalena.